# ريتشي جينثر
ريتشي جينثر (بالإنجليزية: Richie Ginther)‏ مواليد 5 أغسطس 1930، كان سائق فورملا 1 أمريكي سابق بدأ مسيرته الاحترافية سنة 1960. كان أول سباق له هو جائزة موناكو الكبرى 1960، حقق أول فوز له في جائزة المكسيك الكبرى 1965. خاض خلال مسيرته 54 سباقاً فاز في 1 منها.

## سباقات شارك فيها
- لو مان 24 ساعة
- بطولة العالم للسيارات الرياضية

## بطولات حققها
- جائزة المكسيك الكبرى 1965

## روابط خارجية
- ريتشي جينثر على موقع Racing-Reference.info (الإنجليزية)
- ريتشي جينثر على موقع DriverDB.com (الإنجليزية)